# Gellio Sasceride
Gellio Sasceride (también conocido por el nombre de Sasserides) (Copenhague, 3 de marzo de 1562-ibídem, 9 de noviembre de 1612) fue un astrónomo y médicodanés.

## Biografía
Sasceride era hijo del teólogo danés Johannes Sascerides (1524-1595). Pasó tres años estudiando en Copenhague, completando sus estudios de medicina, filosofía y ciencia en Wittenberg.
De 1581 a 1587 permaneció con Tycho Brahe en la isla de Ven, donde estudió astronomía y luego se convirtió en su asistente. En 1593 recibió su doctorado en medicina en 
Basilea. Tras su regreso con Tycho Brahe, se comprometió con su hija mayor, Magdalena, a la que conocía desde la infancia. Poco antes de la boda, se rompió el compromiso y más tarde se casó con la hija de un miembro del ayuntamiento de la ciudad de Copenhague.
En 1603 se convirtió en profesor de medicina en Copenhague, y en 1609 fue nombrado Rector de la Universidad.
Falleció en 1612, y está enterrado en la Catedral de Nuestra Señora de Copenhague.

## Correspondencia
- Se cree que las siguientes palabras fueron escritas por Sasceride a Brahe:[1]

Quia adhuc aliquid superest spatii, quae sequuntur paucula, sic expetente typographo, subiungi permisi ex literis cuiusdam medicinae Doctoris, Patavii commorantis, ad quendam studiosum Danum.

- Sasceride también era amigo de Galileo Galilei. El 28 de diciembre de 1592, después de que Galileo hubiera comenzado sus experimentos, escribió una carta a Sasceride (en ese momento ya no era asistente de Brahe) que se iniciaba con las palabras "Exordium erat splendidum" ("[Mi] comienzo fue excelente").[2]

- En 1590, Sasceride había enviado a Galileo un libro detallando la teoría heliocéntrica (la única copia existente en Italia en aquel momento).

## Eponimia
- El cráter Sasserides[3] en la Luna lleva su nombre. Se encuentra cerca del cráter Tycho, dedicado a Tycho Brahe.